# カリシュマ・カプール
カリシュマ・カプール（Karisma Kapoor、1974年6月25日 - ）は、インドのヒンディー語映画で活動する女優。1990年代から2000年代初頭にかけてインドで最も人気のある女優であり、同時に最も出演料が高額な女優の一人に挙げられ、これまでのキャリアで国家映画賞、フィルムフェア賞を受賞している。ヒンディー語映画の名門カプール家の出身で、17歳の時に『Prem Qaidi』で女優デビューした。その後、複数の映画に出演し、1996年に出演した『ラージャー・ヒンドゥースターニー』でフィルムフェア賞 主演女優賞を受賞して女優としての転機を迎え、1997年に出演した『Dil To Pagal Hai』では国家映画賞 助演女優賞とフィルムフェア賞 助演女優賞を受賞し、女優としての地位を確立した。2004年以降は女優業から距離を置き、『Mentalhood』『マーダー・ムバラク』など散発的な出演にとどまっている。

## 生い立ち
1974年6月25日、ボンベイに暮らすランディール・カプール、バビータ夫婦の長女として生まれる。妹カリーナ・カプールは女優として活動しており、2012年にサイーフ・アリー・カーンと結婚している。生家のカプール家はヒンディー語映画界の名家であり、父方の祖父ラージ・カプールは俳優・映画監督、母方の祖父ハリ・シヴダーサーニーと父方の曾祖父プリトヴィラージ・カプールは俳優として知られている。父方の祖父母はペシャーワル、母方の祖父母はライオールプル・カラチに出自を持ち、インド・パキスタン分離独立よりも前にボンベイに移住して映画業界に進出した。また、俳優のリシ・カプールとラジーヴ・カプールは叔父、女優のニートゥー・シンは義理の叔母（リシの妻）に当たり、俳優のランビール・カプールと実業家のニキル・ナンダは従兄弟に当たる。さらに、父方の大叔父シャンミー・カプールとシャシ・カプールも俳優として知られ、女優のサーダナー・シヴダーサーニーは母方の従伯母に当たる。
カリシュマの名前の綴りは元々「Karishma」だったが、後に数秘術に基づき「Karisma」に改名している。家族からは「ロロ（Lolo）」の愛称で呼ばれており、この愛称は「母バビータがジーナ・ロロブリジーダにちなんで名付けた」と言われているが、一方で「シンド語の"愛しい"という言葉（Loli）に由来する」とも言われている。また、彼女は父方からパンジャーブ系、母方からシンド系・イギリス系の血を受け継いでいる。幼少期にシュリデヴィやマドゥリ・ディークシットの出演作品に影響を受けて女優の道を志すようになり、両親に同行して映画賞の授賞式や撮影現場に頻繁に顔を出すようになった。しかし、父ランディールは「女性は家庭の中で責任を果たすべき」という伝統的な価値観を重視して女性が映画界で働くことに反対しており、カリシュマが女優になることにも否定的だった。一方、母バビータは娘たちを女優にしたいと考えていたため夫との間で確執が生じ、1988年に別居している。カリシュマはカリーナと共にバビータのもとで暮らし、バビータは2人が女優になるまでの間、複数の仕事を掛け持ちして2人を育てた。両親の確執は十数年続いたが、2007年に和解している。成長したカリシュマはカテドラール&ジョン・コノン・スクールで教育を受けたほか、数か月間ソフィア女子大学にも通っていたが、家計を支えるために女優の道に進むことを決め、大学を中退した。女優の道に進んだ彼女は、祖父ラージの「華やかに見るけど、決して楽な世界じゃない。だから、一生懸命努力しないといけないよ」という言葉を支えにしていたという。

## キャリア

### 1991年 - 1995年
1991年に『Prem Qaidi』で女優デビューし、ハリーシュ・クマールと共演した。興行的には一定の成功を収めたが、批評家からの評価は混合的な結果となり、カリシュマの演技も『ボリウッド・ハンガマ』のタラン・アダルシュから「機械的な演技」と酷評されている。翌1992年には5本の映画（『Police Officer』『Jaagruti』『Nishchaiy』『Sapne Sajan Ke』『Deedar』）に出演したが、いずれも興行成績は振るわなかった。このうち、『Jaagruti』『Nishchaiy』ではサルマーン・カーンと共演し、『Deedar』ではアクシャイ・クマールと共演している。その後に出演した『Jigar』『Anari』は興行的な成功を収め、『Jigar』ではアジャイ・デーヴガンと共演し、『Anari』ではヴェンカテーシュ・ダッグバーティと共演している。
1993年には4本の映画『Muqabla』『Sangram』『Shaktiman』『Dhanwan』）に出演したが、興行的に成功した作品は『Muqabla』のみだった。1994年は9本の映画に出演したが、そのうち4本（『Prem Shakti』『Dulaara』『Andaz』『Aatish: Feel the Fire』）は批評的・興行的に失敗している。デーヴィド・ダワンの『Raja Babu』ではゴーヴィンダーと共演し、婚約者の無教養に幻滅して婚約破棄を計画する高学歴で高慢な女性マドゥバーラー役を演じ、興行的な成功を収めた。続いて出演した『Khuddar』でも興行的な成功を収め、ラージクマール・サントーシの『Andaz Apna Apna』ではサルマーン・カーン、アーミル・カーン、ラヴィーナー・タンダンと共演している。カリシュマはサルマーン・カーン演じるインドの青年と恋に落ちるロンドンの実業家の娘ラヴィーナー・バージャージ役を演じ、興行成績は振るわなかったものの、カルト的な人気を集めている。『Suhaag』ではアジャイ・デーヴガン演じる青年と恋に落ちる大学生役を演じ、『Gopi Kishan』ではスニール・シェッティ演じる犯罪者と恋に落ちる警察長官の娘役を演じ、両作とも興行的な成功を収めた。1995年は『Jawab』『Maidan-E-Jung』に出演したが興行的に失敗し、デーヴィド・ダワンの『Coolie No. 1』ではゴーヴィンダー演じる貧困層の青年と恋に落ちる癒合の娘役を演じ、興行収入9億1100万ルピーを記録するヒット作となった。

### 1996年 - 2000年
1996年は10本の映画に出演したが、そのうち5本（『Papi Gudia』『Megha』『Bal Bramhachari』『Sapoot』『Rakshak』）は興行的に失敗している。デーヴィド・ダワンの『Saajan Chale Sasural』ではゴーヴィンダー、タッブーと共演して興行的な成功を収め、スニール・シェッティと共演した『Krishna』でも興行的な成功を収めている。続いて出演した『Jeet』ではサルマーン・カーン、サニー・デーオール、タッブーと共演し、犯罪者と恋に落ちたものの、別の男性と結婚する女性カージャル役を演じた。同作は年間興行成績第2位にランクインするなど興行的に大きな成功を収め、批評家からも高い評価を得ている。ダルメシュ・ダルシャンの『ラージャー・ヒンドゥースターニー』ではアーミル・カーン演じる下層階級の運転手に恋する富裕層の女性役を演じ、年間興行成績第1位（7億6500万ルピー）にランクインするなど興行的に大きな成功を収め、カリシュマもフィルムフェア賞 主演女優賞を受賞するなど演技を高く評価され、『インディア・トゥデイ』のアヌパマ・チョープラーからは「この平凡な映画にとっての活力の源泉」と批評されている。同作の成功によってカリシュマはヒンディー語映画を代表する女優の地位を確立し、彼女のキャリアにとって転機となる作品となった。続いてサニー・デーオールと共演した『Ajay』も興行的な成功を収めている。
1997年はデーヴィド・ダワンの『踊るツインズ』でサルマーン・カーン、ランバーと共演し、『Hero No. 1』ではゴーヴィンダーと共演している。『踊るツインズ』は離れ離れになった双子の再会と恋の騒動を描いたコメディ映画で、カリシュマはランバーと共にサルマーン・カーン演じる主人公の恋人役を演じ、『Hero No. 1』ではパレーシュ・ラーワル演じる祖父の反対に遭いながらもゴーヴィンダー演じる青年と恋に落ちる女性役を演じた。両作とも批評的・興行的な成功を収め、『Hero No. 1』の演技でジー・シネ・アワード 主演女優賞にノミネートされている。その後に出演した『Lahu Ke Do Rang』『Mrityudata』は批評的・興行的に失敗している。ヤシュ・チョープラーの『Dil To Pagal Hai』ではシャー・ルク・カーン、マドゥリ・ディークシット、アクシャイ・クマールと共演し、シャー・ルク・カーン演じる親友に想いを寄せる女性を演じた。当初、カリシュマは出演に消極的だったが、『ラージャー・ヒンドゥースターニー』の演技に感銘を受けたヤシュ・チョープラーの強い要請を受けて出演を決めたという。同作は年間興行成績第2位にランクインするなど興行的に大きな成功を収め、カリシュマも国家映画賞 助演女優賞とフィルムフェア賞 助演女優賞を受賞するなど高い評価を得ている。
1999年はデーヴィド・ダワンの『Biwi No.1』でサルマーン・カーン、スシュミター・セーンと共演して興行的な成功を収め、カリシュマも演技を絶賛され、フィルムフェア賞主演女優賞にノミネートされた。続けて出演した『Haseena Maan Jaayegi』も興行的な成功を収め、スーラジ・バルジャーティヤの『Hum Saath-Saath Hain』も興行収入8億1700万ルピーを記録するなど大きな成功を収めている。このほかにも『Jaanwar』『Silsila Hai Pyar Ka』に出演している。2000年はデーヴィド・ダワンの『Dulhan Hum Le Jayenge』でサルマーン・カーンと共演し、彼が演じる主人公と恋に落ち、3人の叔父に結婚を認めさせようと奔走する女性サプナ役を演じた。同作は興行的な成功を収め、『Rediff.com』のアパラジタ・サハーは「カリシュマ・カプールとサルマーン・カーンは多くの歓声を浴びる魅力的なカップルを作り上げている」と批評している。このほか、『Chal Mere Bhai』ではサンジャイ・ダット、サルマーン・カーンと共演し、『Hum To Mohabbat Karega』ではボビー・デーオールと共演したが、どちらも興行成績は振るわなかった。ハーリド・モハメドの『Fiza』ではフィルムフェア賞主演女優賞を受賞し、『インディアン・エクスプレス』からは「兄の失踪によって家庭内に起きる混乱にウンザリする少女として、息子を探し続けたいと願う母親の言葉に耳を貸そうとしない頑固な娘として、どんな困難な状況にあっても兄を探し、正しい道に進ませようとする意志の強い女性として、新たなカリシュマの姿を見せており、完璧な演技を披露してくれた」と批評している。同作は興行収入8億7800万ルピーを記録するなど興行的にも成功を収めている。

### 2001年 - 2011年

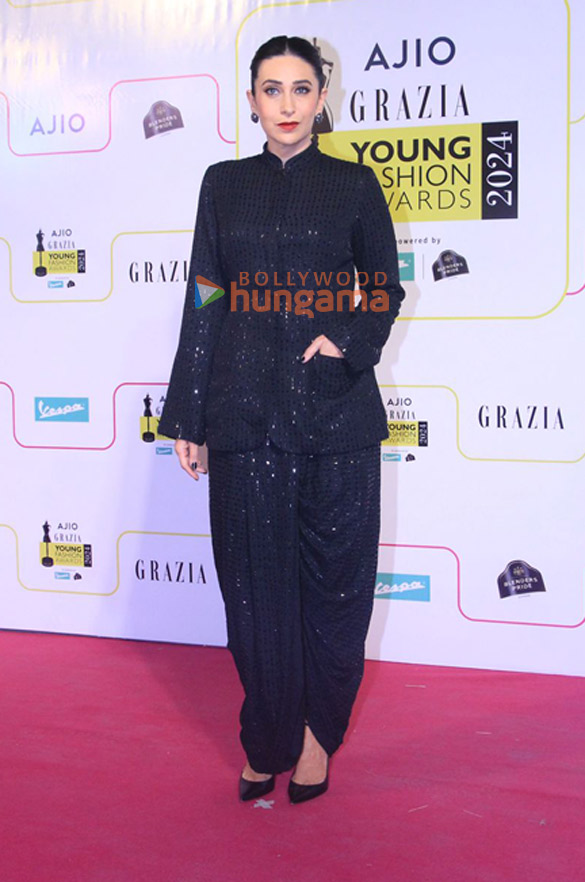
グラツィア・ヤング・ファッション賞授賞式に出席するカリシュマ・カプール（2024年）

2001年はシャーム・ベネガルの『Zubeidaa』に出演し、ズベイダー・ベーグム役を演じて高い評価を得ており、『ザ・トリビューン』から「彼女は情熱的・挑戦的で強い意志を持ち、かつ悩み多いズベイダーを演じ、真の意味で現代的な女性役として彼女自身を越えた」と批評している。また、カリシュマは『Rediff.com』の取材に対して「長い間映画界に身を置いて、何でもこなしてきました。主役でも脇役でも。これ以上、俳優として成長するにはどうすればよいでしょうか。このまま商業映画に出演し続けたら、成長したいと望む私のキャリアは停滞してしまうでしょう」と、この時期のキャリアについてコメントしている。同作で彼女はフィルムフェア賞主演女優賞にノミネートされ、同時にフィルムフェア賞 審査員選出女優賞を受賞しており、興行収入2億3955万ルピーを記録するなど興行的にも成功を収めている。ボビー・デーオール、ラーフル・デーヴと共演した『Aashiq』は批評家の評価は芳しくなかったものの、興行収入は2億6000万ルピーを記録するなど興行的な成功を収めた。また、アミターブ・バッチャン、アクシャイ・クマールと共演した『Ek Rishtaa: The Bond of Love』も興行的な成功を収めている。
2002年には『Haan Maine Bhi Pyaar Kiya』でアクシャイ・クマール、アビシェーク・バッチャンと共演し、ナーナー・パテーカルと共演した『Shakti: The Power』ではギャング抗争に関与している義理の両親から息子を守ろうとする未亡人役を演じた。『Shakti: The Power』は批評家から絶賛され、タラン・アダルシュからは「この映画の力の源泉は、明らかにカリシュマ・カプールによるものだ。彼女は絶対的な支配者から息子を守るために奔走する無力な母親役に全力を尽くし、素晴らしい女優であることを証明した」と評価され、フィルムフェア賞を含めた複数の映画賞で主演女優賞にノミネートされている。続いて出演した『Rishtey』ではアニル・カプール、シルパー・シェッティと共演し、貧困層の男性と恋に落ちる富裕層の女性役を演じた。この年に出演した3本の映画は、いずれも興行成績は振るわなかった。2003年に出演した『Baaz: A Bird in Danger』も興行成績は振るわず、テレビデビュー作の『Karishma – The Miracles Of Destiny』では祖母と孫娘の二役を演じた。同作は2004年まで全260話放送され、カリシュマはこれ以降数年間女優業から遠ざかった。この年は『Mere Jeevan Saathi』にも出演したが、公開時期がずれ込み2006年に公開されている。2007年は『恋する輪廻 オーム・シャンティ・オーム』にカメオ出演し、2008年はアルジュン・ラームパール、ファラー・カーンと共にダンス番組『Nach Baliye』の審査員を務め、2009年には『Hans Baliye』でも審査員を務めている。また、20010年には『Wife Bina Life』にゲスト出演している。

### 2012年 - 現在
2012年にヴィクラム・バットの『Dangerous Ishhq』でラジニーシュ・ドゥッガルと共演し、4つの時代を舞台にした恋愛模様が描かれる中で、カリシュマは4人の女性を演じている。同作は批評的・興行的に失敗しており、タラン・アダルシュは彼女の演技について「カプールは様々な言語を駆使してベストを尽くしている。特にウルドゥー語とラージャスターン語についての理解は深いものの、演技力を発揮するような場面はなかった」と批評している。2013年にはヒンディー語映画100周年を記念して製作された『ボンベイ・トーキーズ』の挿入曲「Apna Bombay Talkies」にゲスト出演している。2018年はアーナンド・L・ラーイの『Zero』にカメオ出演し、2020年にはエクター・カプールの『Mentalhood』でウェブドラマデビューし、子育てに奮闘する母親役を演じた。同作の演技について、『ファーストポスト』のデーヴェーシュ・シャルマーは「『Mentalhood』では、ゆっくりとカリシュマに対する好感度が上がっていく。彼女はスポットライトを浴びるようなことはなく、素晴らしいアンサンブル・キャストの中に上手く溶け込んでいる」と批評している。2024年は『マーダー・ムバラク』で大物女優シェーナズ・ヌーラーニー役を演じ、批評家から演技を好意的に評価されている。

## 女優以外の活動

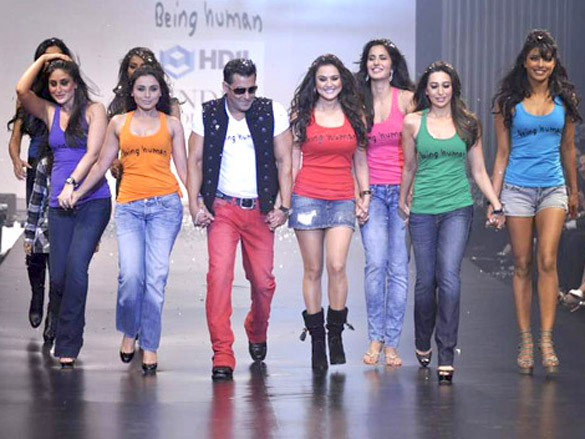
HDILインディア・クチュール・ウィークに参加するカリーナ・カプール、ラーニー・ムカルジー、サルマーン・カーン、プリーティ・ジンタ、カトリーナ・カイフ、カリシュマ・カプール、プリヤンカー・チョープラー（2010年）

カリシュマは友人であるサルマーン・カーンが運営するビーイング・ヒューマン財団の活動を支援しており、2010年に開催された「The Couture for a Cause - The Being Human Show」に参加している。2005年にはスマトラ島沖地震の被災者を救済するための募金活動を目的とした「HELP! Telethon Concert」に参加し、2010年には募金活動を目的とした「HDILインディア・クチュール・ウィーク」にも参加している。また、2012年には乳癌の啓発を目的としたピンクマラソンの親善大使を務め、2013年にはプリヤンカー・チョープラーと共にインドの少女の権利を訴えるための啓蒙キャンペーンに参加している。
1990年代から頻繁にワールドツアーや舞台演劇に出演しており、2002年にはアルジュン・ラームパール、カリーナ・カプール、リティク・ローシャン、アーフターブ・シヴダーサーニーと共にアメリカ合衆国・カナダでコンサートを開催し、2016年にはスリランカで開催されたヒル・ゴールデン映画賞の授賞式にニール・ニティン・ムケーシュ、スニール・シェッティ、ジャッキー・シュロフ、シュリデヴィ、マドゥリ・ディークシットと共に来賓として招待された。このほかに複数の企業とエンドースメント契約を結んでおり、マニーシュ・マルホートラ、アルピタ・メーヘター、ヴィクラム・パドニス主催のファッションショーにも参加している 。

## 私生活

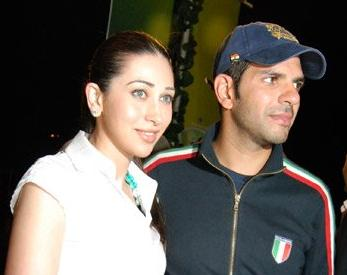
カリシュマ・カプールとサンジャイ・カプール（2008年）

1992年に『Jigar』で共演したことをきっかけにアジャイ・デーヴガンと交際していたが、1995年に破局している。その後、2002年にアビシェーク・バッチャンとの婚約を発表したものの、数か月後に婚約を解消している。
2003年9月29日に実業家サンジャイ・カプールと結婚し、ムンバイにあるカプール家の邸宅クリシュナ・ラージ・バンガローでシク教形式の結婚式を挙げた。2005年3月11日に長女サマイラ、2010年3月12日に長男キアンを出産している。しかし、2014年に離婚協議に入ったことが報じられ、2016年に離婚が成立し、子供たちの親権はカリシュマに渡った。離婚後、カリシュマはサンジャイ・カプールと彼の母親に対して、身体的虐待を受けていたこと及び彼が不倫していたことを主張して訴訟を起こした。また、2人に対して持参金ハラスメント訴訟も起こしており、ムンバイ市警察によってサンジャイが召喚される事態に発展した。2024年には「新婚旅行中に、サンジャイから友人と一夜を過ごすように強要され、拒否したことで殴られた」「サンジャイの母親からプレゼントされたドレスが妊娠したことで着られなくなった際、母親に私を平手打ちするように指示していた」とDV被害を訴えている。

## 評価

### 人物評

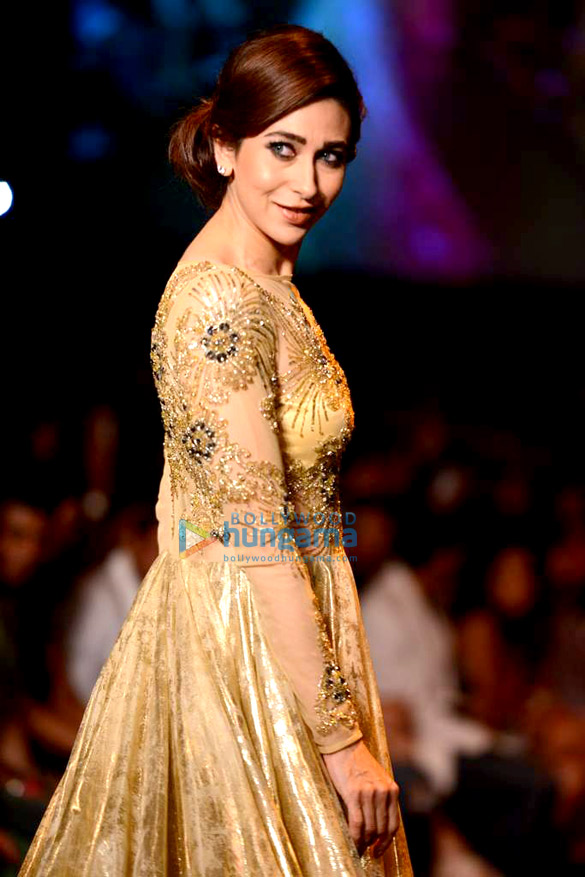
LFW 2013のセレブ・ウォークに参加するカリシュマ・カプール（2013年）

カリシュマはヒンディー語映画で最も人気のある女優の一人に挙げられ、2012年から2014年にかけて、バンドスタンド・プロムナードのウォーク・オブ・ザ・スターズに彼女の手形が展示されていた。彼女は1990年代に最も多くの利益を上げた女優の一人であり、1996年から2000年にかけて『Box Office India』が選出する「トップ女優」にランクインし、このうち1996年、1997年、1999年は第1位にランクインしている。同じく『Box Office India』が選出する「オールタイム・トップ・アクトレス」では第8位にランクインしている。2012年には『フォーブス・インディア』の「フォーブス・セレブリティ100」で第77位（推定年収1億1055万ルピー）にランクインしており、2016年時点で8本の主演作が10億ルピー以上の興行収入を記録している。
妹カリーナは彼女について「ロロと一緒に仕事ができるのは夢のようです。彼女はいつでも、私の大好きな女優です」と語っている。『Rediff.com』によると、カリシュマは商業映画への出演を続けた後に「演じる役を選ぶようになった」と指摘しており、ニューデリー・テレビジョンは彼女を「OGボリウッド・クイーン（The OG Bollywood Queen）」、『フィルムフェア』は「ヒンディー語映画で最も著名な女優」、『ザ・ヒンドゥー』は「眩しいほどの容姿で、誰もが羨望する女性」とそれぞれ評している。彼女は『ラージャー・ヒンドゥースターニー』『Dil To Pagal Hai』『Biwi No.1』『Fiza』『Zubeidaa』『Shakti: The Power』の演技が高く評価されており、『イースタン・アイ』は「彼女のキャリアは成功を収めた映画の数々で満たされている」と評している。『フィルムフェア』のデーヴェン・シァルマーは「商業的に無視できない存在だ。カリシュマ・カプールは1990年代のマドゥリ・ディークシットとシュリデヴィという圧倒的な存在に対抗する強力な存在だった」と批評し、『ザ・トリビューン』からは「高揚感とエネルギーに満ちあふれた存在」と批評している。また、『ザ・タイムズ・オブ・インディア』は彼女が1990年代の映画界において「比類ない存在だった」と批評しており、『Rediff.com』は彼女が「きわどい役からシリアスな役まで何でも演じる女優」であり、特にシリアスな役柄を演じることによって女優としての地位を確立したと指摘している。
また、その美貌からファッションリーダーとしても知られており、『フェミア』のニキータ・サワントは「彼女は年を経るごとに魅力を増す人もいることを証明してくれる存在」と評している。2022年、2023年には『グラマー』の「最もセクシーな女優」に選出され、2013年には『ザ・タイムズ・オブ・インディア』の「最も美しい顔ベスト50」で第4位にランクインしている。

### 受賞歴

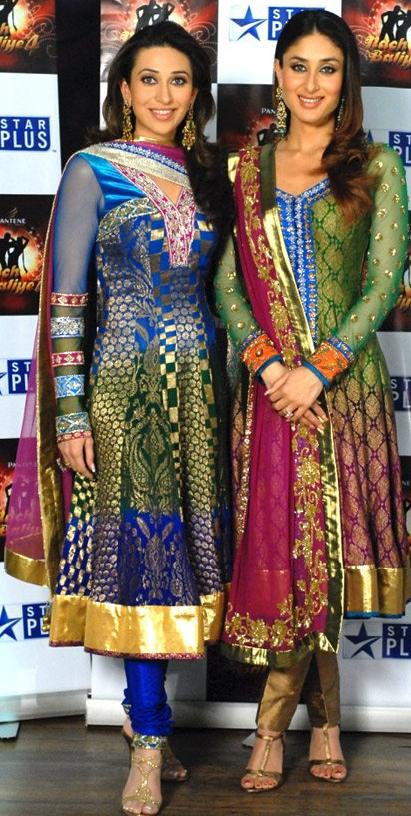
カリシュマ、カリーナ姉妹（2008年）

| 年                                              | 部門                                 | 作品                                 | 結果       | 出典            |
| 国家映画賞                                      | 国家映画賞                           | 国家映画賞                           | 国家映画賞 | 国家映画賞      |
| ----------------------------------------------- | ------------------------------------ | ------------------------------------ | ---------- | --------------- |
| 1998年                                          | 助演女優賞                           | 『Dil To Pagal Hai』                 | 受賞       | [ 130 ]         |
| フィルムフェア賞                                |                                      |                                      |            |                 |
| 1993年                                          | 新人女優賞                           | 『Sapne Sajan Ke』                   | ノミネート | [ 131 ] [ 132 ] |
| 1997年                                          | 主演女優賞                           | 『ラージャー・ヒンドゥースターニー』 | 受賞       | [ 131 ] [ 132 ] |
| 1998年                                          | 助演女優賞                           | 『Dil To Pagal Hai』                 | 受賞       | [ 131 ] [ 132 ] |
| 2000年                                          | 主演女優賞                           | 『Biwi No.1』                        | ノミネート | [ 131 ] [ 132 ] |
| 2001年                                          | 主演女優賞                           | 『Fiza』                             | 受賞       | [ 131 ] [ 132 ] |
| 2002年                                          | 主演女優賞                           | 『Zubeidaa』                         | ノミネート | [ 131 ] [ 132 ] |
| 2002年                                          | 審査員選出女優賞                     | 『Zubeidaa』                         | 受賞       | [ 131 ] [ 132 ] |
| 2003年                                          | 主演女優賞                           | 『Shakti: The Power』                | ノミネート | [ 131 ] [ 132 ] |
| フィルムフェアOTT賞                             |                                      |                                      |            |                 |
| 2024年                                          | ウェブ・オリジナル映画部門助演女優賞 | 『マーダー・ムバラク』               | ノミネート | [ 133 ]         |
| 国際インド映画アカデミー賞                      |                                      |                                      |            |                 |
| 2000年                                          | 主演女優賞                           | 『Biwi No.1』                        | ノミネート | [ 134 ]         |
| 2001年                                          | 主演女優賞                           | 『Fiza』                             | 受賞       | [ 135 ]         |
| 2003年                                          | 主演女優賞                           | 『Shakti: The Power』                | ノミネート | [ 136 ]         |
| ジー・シネ・アワード                            |                                      |                                      |            |                 |
| 1998年                                          | 主演女優賞                           | 『Hero No. 1』                       | ノミネート | [ 137 ] [ 138 ] |
| 1998年                                          | 主演女優賞                           | 『Dil To Pagal Hai』                 | ノミネート | [ 137 ] [ 138 ] |
| 1998年                                          | 助演女優賞                           | 『Dil To Pagal Hai』                 | 受賞       | [ 137 ] [ 138 ] |
| 2000年                                          | 主演女優賞                           | 『Biwi No.1』                        | ノミネート | [ 139 ]         |
| 2001年                                          | 主演女優賞                           | 『Fiza』                             | ノミネート | [ 140 ]         |
| 2002年                                          | 主演女優賞                           | 『Zubeidaa』                         | ノミネート | [ 141 ]         |
| 2003年                                          | 主演女優賞                           | 『Shakti: The Power』                | ノミネート | [ 142 ]         |
| スター・スクリーン・アワード                    |                                      |                                      |            |                 |
| 1997年                                          | 主演女優賞                           | 『ラージャー・ヒンドゥースターニー』 | ノミネート | [ 143 ]         |
| 1998年                                          | 助演女優賞                           | 『Dil To Pagal Hai』                 | ノミネート | [ 144 ]         |
| 2000年                                          | 主演女優賞                           | 『Biwi No.1』                        | ノミネート |                 |
| 2001年                                          | 主演女優賞                           | 『Fiza』                             | ノミネート | [ 145 ]         |
| 2002年                                          | 主演女優賞                           | 『Zubeidaa』                         | ノミネート |                 |
| 2003年                                          | 主演女優賞                           | 『Shakti: The Power』                | ノミネート | [ 146 ]         |
| ピープルズ・チョイス・アワード・インディア      |                                      |                                      |            |                 |
| 2000年                                          | 主演女優賞                           | 『Fiza』                             | 受賞       |                 |
| 2001年                                          | 主演女優賞                           | 『Zubeidaa』                         | ノミネート |                 |
| ボリウッド映画賞                                |                                      |                                      |            |                 |
| 1997年                                          | 助演女優賞                           | 『Dil To Pagal Hai』                 | 受賞       | [ 147 ]         |
| 2001年                                          | 主演女優賞                           | 『Fiza』                             | 受賞       | [ 148 ]         |
| 2001年                                          | 審査員選出女優賞                     | 『Fiza』                             | ノミネート | [ 148 ]         |
| 2002年                                          | 主演女優賞                           | 『Zubeidaa』                         | ノミネート | [ 147 ]         |
| 2002年                                          | 審査員選出女優賞                     | 『Zubeidaa』                         | ノミネート | [ 147 ]         |
| 2003年                                          | 主演女優賞                           | 『Shakti: The Power』                | ノミネート | [ 149 ]         |
| 2003年                                          | 審査員選出女優賞                     | 『Shakti: The Power』                | ノミネート | [ 149 ]         |
| 2003年                                          | センセーショナル女優賞               | 『Shakti: The Power』                | 受賞       | [ 149 ]         |
| ベンガル映画ジャーナリスト協会賞                |                                      |                                      |            |                 |
| 2001年                                          | ヒンディー語映画部門主演女優賞       | 『Fiza』                             | 受賞       |                 |
| プリヤダルシニ・アカデミー                      |                                      |                                      |            |                 |
| 2002年                                          | スミター・パーティル記念賞           | N/A                                  | 受賞       | [ 150 ]         |
| ピンクヴィッラ・スクリーン&スタイル・アイコン賞 |                                      |                                      |            |                 |
| 2024年                                          | タイムレス・ファッション・アイコン賞 | N/A                                  | 受賞       | [ 151 ]         |